# Enveloppes contaminées au bacille du charbon
Les attaques à l'aide d'enveloppes contaminées au bacille du charbon sont une série d'attaques à l'enveloppe piégée qui commencent une semaine après les attentats du 11 septembre 2001, faisant 22 malades dont 5 décès.
En août 2008, on annonce le suicide d'un chercheur américain, Bruce Ivins, soupçonné par le Federal Bureau of Investigation (FBI) d'être en rapport avec l'affaire. Le FBI conclut qu'Ivins est entièrement responsable de ces événements, avançant qu'il souhaite un soutien pour un vaccin qu'il avait mis au point et vise ainsi deux sénateurs.

## Historique
Les attaques débutent le 18 septembre 2001, soit sept jours après les attentats du 11 septembre 2001. Des lettres contenant les bactéries de la maladie du charbon (Bacillus anthracis) ont été envoyées à cinq bureaux de grands média (ABC News, CBS News, NBC, New York Post et National Enquirer) et à deux sénateurs américains : Tom Daschle et Patrick Leahy. Conséquence : cinq morts. Jusqu'à présent, aucun individu ou groupe n'a été mis en examen pour ces attaques si on excepte le cas de Bruce Ivins qui se suicide le 29 juillet 2008 juste avant sa mise en examen.
L'enquête a été menée en coordination avec les services des CDC, « centres de contrôle et de prévention des maladies ».
Note : Des journalistes francophones ont utilisé à tort le mot anglais « anthrax » pour désigner en français la maladie.

## Les faits
Les premières enveloppes piégées auraient été envoyées de Trenton (New Jersey) le 18 septembre 2001, exactement une semaine après les attentats du 11 septembre. Elles étaient adressées à des médias, principalement dans le New Jersey. Les destinataires de ces lettres étaient ABC News, CBS News, NBC News, et le New York Post — tous localisés dans la ville de New York. L'autre lettre envoyée à cette époque était adressée à l'ancienne adresse du National Enquirer et ensuite transférée dans ses nouveaux bureaux, American Media Inc, en Floride. AMI publie aussi un tabloïd nommé The Sun, où l'une des victimes, Robert Stevens, est morte de la maladie du charbon.
Une note ayant été trouvée dans l'enveloppe adressée au New York Post disait :
« 09-11-01, THIS IS NEXT, TAKE PENICILIN NOW, DEATH TO AMERICA, DEATH TO ISRAEL, ALLAH IS GREAT. »
« 11/09/2001, C'EST LA SUITE, PRENDS DE LA PENICILINE MAINTENANT, MORT À L'AMÉRIQUE, MORT À ISRAËL, ALLAH EST GRAND ».
Certains pensent que cette note prouve une forme bénigne de bioterrorisme, dans la mesure où des conseils médicaux étaient inclus dans un avertissement mal orthographié : « take penacilin now » ; cela peut suggérer que la personne ayant posté le message au New York Post n'avait pas réellement l'intention de tuer. Un argument plus convaincant en faveur de cette hypothèse fut le fait que la substance contenue dans les lettres envoyées aux médias new-yorkais consistait en granules bruns durs et n'aurait pu causer que des problèmes de peau (charbon cutané) et non la mort.
La seconde vague d'attaque aux enveloppes piégées est survenue trois semaines plus tard, le 9 octobre. Envoyées de Trenton et adressées au Sénat, nommément à deux sénateurs démocrates, Tom Daschle du Dakota du Sud, et Patrick Leahy du Vermont, les deux lettres contenaient la même note, à savoir : « 09-11-01, YOU CAN NOT STOP US. WE HAVE THIS ANTHRAX. YOU DIE NOW. ARE YOU AFRAID? DEATH TO AMERICA. DEATH TO ISRAEL. ALLAH IS GREAT. » — « 11 SEPTEMBRE 2001, VOUS NE POUVEZ PAS NOUS ARRÊTER. NOUS AVONS CES BACILLES. VOUS ALLEZ MOURIR MAINTENANT. VOUS AVEZ PEUR ? MORT A L'AMÉRIQUE. MORT A ISRAËL. ALLAH EST GRAND. ».
La lettre destinée à Daschle contenait une poudre fine, avec dix fois plus de spores de Bacillus anthracis que celle retrouvée dans les lettres envoyées précédemment (au New York Post par exemple). Cette poudre ne contenait presque que des spores, avec une concentration de mille milliards de spores par gramme (un billion sur l'échelle longue, un trillion sur l'échelle courte).
La poudre de la lettre de Leahy était semblable à celle trouvée dans la lettre de Daschle ; cependant, elle était composée de particules plus petites et d'une taille plus uniforme. Les experts en matière de bio-défense rencontrèrent des difficultés dans l'analyse de ces poudres. Elles semblaient constituées d'une variété moderne et militarisée (forme lyophilisée, diffusable en aérosol) du bacille du charbon, non détectée précédemment par les experts en bioarmement.
Certains en ont conclu que ce type de matériel ne pouvait avoir été produit qu'avec la connaissance et les équipements avancés d'une organisation d'État. Une source possible pouvait avoir été un laboratoire secret des services de biorecherche de la CIA. D'autres hypothèses renvoient aux programmes de recherche avancée en bio-armement issue de l'ex-Union soviétique ou de laboratoires analogues situés dans un pays du Moyen-Orient. D'autres encore ont avancé que la poudre retrouvée n'était pas un produit industriel, mais plutôt une fabrication « artisanale », et pourrait avoir été créée dans presque n'importe quel laboratoire de microbiologie. Vingt-deux individus ont développé des symptômes infectieux, la plupart du temps liées à la forme cutanée de la maladie.
Cinq personnes sont mortes des suites de l'inhalation des poudres contaminées. En plus de la mort de Robert Stevens (1938-5 octobre 2001) en Floride, on attribue deux morts à la contamination accidentelle du courrier. Les poudres dans leur version militarisée contenues dans les lettres destinées aux sénateurs seraient sorties accidentellement des enveloppes poreuses et auraient contaminé du courrier par voisinage. Ottilie Lundren (1907-21 novembre 2001), une femme âgée d'Oxford (Connecticut), et Kathy Nguyen (1940-31 octobre 2001), une immigrée vietnamienne de New York, sont présumées avoir trouvé la mort en recevant leur courrier contaminé par les spores contenues dans les lettres destinées au Sénat. Les deux autres décès furent ceux d'employés du service des postes de Brentwood, à Washington, D.C. : Thomas Morris Jr. (1956-21 octobre 2001) et Joseph Curseen (1954-22 octobre 2001). Ils sont supposés avoir été exposés aux lettres du Sénat pendant qu'elles voyageaient dans le système postal.

## L'enquête
L'enquête du FBI et du Postal Inspection Service a mobilisé une cellule de 17 agents spéciaux du FBI et 10 agents postaux et 600 000 heures de travail y ont été consacrés. 29 gouvernements, universités et laboratoires scientifiques tel le United States National Research Council y ont participé.
Le directeur de la CIA au moment des faits, George Tenet, explique dans ses mémoires, parus en mai 2007 :
« Parmi nos plus grands succès dans le renseignement, l'un a été la découverte que le projet de charbon avait été développé en parallèle à la planification du 11 septembre. Au mieux pouvait-on déterminer que le plan d'Al-Zawahiri avait été développé pendant l'été 2001, quand le numéro 2 d'Al-Qaïda, avec Hambali, ont été renseignés pendant une semaine par Sufaat sur les efforts qu'il avait fait pour isoler du charbon. Toute l'opération était supervisée depuis la tête de l'organisation, dans le plus grand secret. Ayant complété cette phase de son travail, Sufaat fuit l'Afghanistan en décembre 2001 et fut capturé par les autorités alors qu'il essayait de revenir en Malaisie. Rauf Ahmad fut capturé par les Pakistanais en décembre 2001. Nous avions l'espoir que ces arrestations, et d'autres initiatives, avaient neutralisé la menace du charbon, du moins temporairement. »
Mais en août 2008, on annonce le suicide d'un chercheur américain, Bruce Ivins, soupçonné par le FBI d'être en rapport avec cette affaire. Ivins était un microbiologiste civil travaillant depuis 28 ans au U.S. Army Medical Research Institute for Infectious Diseases à Fort Detrick, Maryland, dans la recherche vaccinale contre la maladie du charbon. Déséquilibré mental, il aurait voulu attirer l'attention sur le besoin d'un vaccin qu'il avait mis au point, et c'est pourquoi il visait deux sénateurs.
En 2010, le FBI conclut qu'Ivins était entièrement responsable de ces événements, qu'il avait agi seul en organisant et en exécutant ces attaques. Les documents sur cette affaire sont disponibles depuis sur le site du ministère de la Justice américain et sur celui du FBI.